# لنف
تنابه یا لَنف (به فرانسوی: lymphe) حاوی سلول(یاخته)های خونی سفید ویژه‌ای به نام لنفوسیت است. لنفوسیت‌ها ماده‌ای را که پادتن نامیده می‌شود تولید می‌کنند. پادتن با میکروب‌ها و سموم در بدن مقابله می‌کند.
لنف همچنین به معنی دستگاه لنفاوی که بخشی از دستگاه ایمنی به حساب می‌آید است. دستگاه لنفاوی شبکه‌ای از رگ‌های لنفی است که این مایع شفاف (لنف) را منتقل می‌کنند. این دستگاه شامل بافت لنفاوی و رگ‌های لنفاوی است که مایع لنف در آنها در مسیری یک‌طرفه به سوی قلب جریان پیدا می‌کند.
لنف از کلمه لاتین lympha به معنی آب گرفته شده است.

## فرایند عملکرد لنف
عملکرد لنف به این صورت است که مایع لنف از مویرگ خارج می‌شود و به داخل سیاهرگ یا به کوچک‌ترین رگ لنفی می‌ریزد. این مویرگ‌ها به یکدیگر متصل می‌شوند و مجراهای بزرگی را شکل می‌دهند که سرانجام به مجرای سینه‌ای می‌ریزد که در کنار آئورت نزولی قرار گرفته است و به یکی از شاخه‌های اصلی بزرگ سیاهرگ زبرین متصل می‌شود. دریچه‌ها به جریان لنف اجازه حرکت در یک جهت را می‌دهند. غده‌هی لنفاوی در تمام بدن و در مکان‌هایی که مویرگ‌های لنفی به هم متصل می‌گردند، یافت می‌شوند.

## گسترش
بافت لنفاوی در بسیاری از اندام‌های بدن، وجود دارد،به خصوص در گره‌های لنفاوی و نیز در فولیکول‌های لنفاوی که در دستگاه گوارش وجود دارند، مانند لوزه‌ها، هم قرار دارد. دستگاه لنفاوی همچنین شامل همه ساختارهایی است که وظیفه گردش و تولید لنفوسیت (سلول‌های لنفاوی) را به عهده دارند که شامل طحال، تیموس، مغز استخوان و بافت‌های لنفاوی مرتبط با دستگاه گوارش می‌شوند.

## ایجاد لنف
خون به طور مستقیم در سلول‌ها و بافت‌های پارانشیمی (اصلی) بدن قرار نمی‌گیرد، بلکه اجزای خون ابتدا از مویرگ‌ها خارج می‌شوند و به مایع میان‌بافتی بدل می‌شوند. این مایع بینابینی با سلول‌های اصلی اندام‌ها در تماس است. لنف مایعی است که هنگام وارد شدن مایع بینابینی به رگ‌های لنفاوی اولیه در دستگاه لنفاوی تولید می‌شود. مایع لنف در مسیر شبکه رگ‌های لنفاوی حرکت می‌کند.

## سایر جانوران

### پستانداران
سیستم لنفاوی در پستانداران بسیار شبیه به انسان است و شامل عروق لنفاوی، گره‌های لنفاوی و اندام‌هایی مانند طحال و تیموس می‌شود. این سیستم نقش کلیدی در ایمنی و حفظ تعادل مایعات بدن دارد.
گره‌های لنفاوی در پستانداران به‌عنوان فیلترهای بیولوژیکی عمل می‌کنند و باکتری‌ها، ویروس‌ها و سلول‌های سرطانی را به دام می‌اندازند. در سگ‌ها و گربه‌ها، گره‌های لنفاوی سطحی اغلب در نواحی زیر فک، زیر بغل و کشاله ران قابل لمس هستند.
طحال در پستانداران بزرگترین اندام لنفاوی است و علاوه بر فیلتر کردن خون، در ذخیره گلبول‌های قرمز و تولید آنتی‌بادی نقش دارد. در اسب‌ها، طحال می‌تواند تا ۵۰ سانتی‌متر طول داشته باشد.
تیموس در پستانداران جوان فعال است و در بلوغ سیستم ایمنی نقش دارد. این اندام در گوساله‌ها و بره‌ها بزرگ است اما با افزایش سن کوچک می‌شود.
ادم لنفاوی در پستانداران نیز دیده می‌شود. برای مثال، فیل‌ها به دلیل جثه بزرگ و فشار هیدرواستاتیک، مستعد تورم لنفاوی در پاها هستند.  

### پرندگان
پرندگان سیستم لنفاوی توسعه‌یافته‌ای دارند اما فاقد گره‌های لنفاوی واقعی هستند. به جای آن، ساختارهایی به نام "مراکز لنفاوی پراکنده" در بدن آن‌ها وجود دارد.
طحال در پرندگان کوچک و گرد است و نقش مهمی در ایمنی دارد. در مرغ‌ها، طحال تنها ۰٫۲٪ از وزن بدن را تشکیل می‌دهد.  

پرندگان دارای ساختار منحصر به فردی به نام "بورس فابریسیوس" هستند که در تولید لنفوسیت‌های B نقش دارد. این اندام فقط در پرندگان جوان فعال است.
تورم لنفاوی در پرندگان می‌تواند ناشی از عفونت‌های ویروسی مانند مارک یا نیوکاسل باشد. این بیماری‌ها باعث بزرگ شدن اندام‌های لنفاوی می‌شوند.

### خزندگان
خزندگان سیستم لنفاوی ساده‌تری نسبت به پستانداران دارند. آن‌ها دارای عروق لنفاوی گسترده اما گره‌های لنفاوی کم‌تعداد یا ابتدایی هستند.
برخی خزندگان مانند لاک‌پشت‌ها دارای ساختارهای لنفاوی تخصص‌یافته در اطراف قلب هستند که به عنوان "قلب لنفاوی" عمل می‌کنند و به گردش لنف کمک می‌نمایند.
در مارها، سیستم لنفاوی نقش مهمی در ترمیم بافت‌ها پس از تغذیه دارد، زیرا به دفع مواد زائد ناشی از هضم طعمه بزرگ کمک می‌کند.

### دوزیستان
دوزیستان مانند قورباغه‌ها و سمندرها سیستم لنفاوی ابتدایی دارند. آن‌ها دارای قلب‌های لنفاوی متعدد (گاهی تا ۲۰ عدد) هستند که لنف را به گردش درمی‌آورند.  

در قورباغه‌ها، پوست نقش مهمی در سیستم ایمنی و لنفاوی ایفا می‌کند و می‌تواند آنتی‌بادی تولید کند. این ویژگی منحصر به فرد به آن‌ها کمک می‌کند در محیط مرطوب زنده بمانند.  

### ماهی‌ها
ماهی‌ها سیستم لنفاوی بسیار ساده‌ای دارند و فاقد گره‌های لنفاوی واقعی هستند. با این حال، برخی ماهی‌ها مانند ماهی‌های استخوانی دارای طحال هستند که نقش ایمنی دارد.  

در کوسه‌ها و ماهی‌های غضروفی، اندام‌های ویژه‌ای به نام "ارگان‌های لیمفویید اپیگونال" وجود دارد که عملکردی شبیه به مغز استخوان در پستانداران دارد.  

### بی‌مهرگان
بی‌مهرگان فاقد سیستم لنفاوی واقعی هستند اما بسیاری از آن‌ها سیستم‌های ایمنی پیشرفته‌ای دارند. برای مثال، حشرات دارای مایع همولنف هستند که عملکردهای مشابه خون و لنف را انجام می‌دهد.  

در نرم‌تنانی مانند حلزون‌ها، اندام‌های تخصص‌یافته‌ای به نام "ارگان‌های بوهمن" وجود دارد که سلول‌های ایمنی تولید می‌کنند.  

- حشرات

حشرات فاقد سیستم لنفاوی واقعی هستند اما دارای سیستم گردش خون باز می‌باشند که مایع همولنف را به تمام بدن پمپاژ می‌کند. این مایع ترکیبی از خون و لنف است و حاوی سلول‌های ایمنی به نام هموسیت می‌باشد.

همولنف در حشرات نه تنها مواد مغذی را انتقال می‌دهد، بلکه نقش دفاعی نیز دارد. سلول‌های هموسیت می‌توانند باکتری‌ها و عوامل بیماری‌زا را محاصره و از بین ببرند.

جالب اینجاست که برخی حشرات مانند پروانه‌ها دارای اندام‌های تخصص‌یافته‌ای به نام "اجسام مدور" هستند که عملکردی شبیه به گره‌های لنفاوی دارند و در تولید سلول‌های ایمنی نقش دارند.

- کرم‌ها

کرم‌های خاکی دارای سیستم لنفاوی ابتدایی متشکل از عروق لنفاوی طولی هستند که در امتداد بدن قرار گرفته‌اند. این سیستم به حفظ فشار هیدرواستاتیک و انتقال مواد مغذی کمک می‌کند.

در کرم‌های پهن، سیستم لنفاوی به صورت شبکه‌ای از کانال‌های پر از مایع است که به آن سیستم کانال‌های پارانشیمی می‌گویند. این سیستم نقش مهمی در توزیع مواد غذایی دارد.

- مرجان‌ها و اسفنج‌ها

اسفنج‌های دریایی به عنوان ساده‌ترین جانوران چندسلولی، فاقد هرگونه سیستم گردش خون یا لنفاوی هستند. با این حال، سلول‌های تخصص‌یافته‌ای به نام "آمیبوسیت‌ها" دارند که عملکردهای ایمنی اولیه را انجام می‌دهند.

مرجان‌ها دارای سیستم گردش آب درون بافتی هستند که تا حدی عملکردهای مشابه سیستم لنفاوی را انجام می‌دهد و به تبادل مواد غذایی و دفاع کمک می‌کند.

- سرپایان

سرپایان مانند اختاپوس‌ها و ماهی‌های مرکب دارای سیستم گردش خون بسته هستند، اما سیستم لنفاوی مجزایی ندارند. با این حال، مایع میان‌بافتی در آن‌ها نقش مهمی در ایمنی ایفا می‌کند.

جالب توجه است که خون سرپایان حاوی هموسیانین است که مس دارد و به جای قرمز، آبی رنگ است. سیستم ایمنی آن‌ها نیز به این ترکیب شیمیایی خاص سازگار شده است.

- سخت‌پوستان

میگوها و خرچنگ‌ها دارای سیستم گردش خون باز هستند که در آن مایع همولنف توسط قلب پمپاژ می‌شود. اندام‌های لنفاوی تخصص‌یافته‌ای ندارند اما سلول‌های ایمنی در همولنف آن‌ها شناور هستند.

برخی سخت‌پوستان مانند خرچنگ‌های نعل‌اسبانی دارای پروتئین‌های خاصی در همولنف هستند که می‌توانند باکتری‌ها را شناسایی و خنثی کنند. این ویژگی در صنعت پزشکی مورد مطالعه قرار گرفته است.

### بیماری‌های لنفاوی در جانوران
لنفادنیت (التهاب گره‌های لنفاوی) در بسیاری از حیوانات دیده می‌شود. در گاوها، بیماری سل گاوی می‌تواند باعث تورم شدید گره‌های لنفاوی شود.  

لنفوم (سرطان سیستم لنفاوی) در سگ‌ها و گربه‌ها شایع است. برخی نژادهای سگ مانند باکسر و گلدن رتریور مستعد این بیماری هستند.  

### تکامل سیستم لنفاوی
سیستم لنفاوی ابتدایی اولین بار در ماهی‌های مهره‌دار اولیه ظاهر شد. این سیستم در طول تکامل به تدریج پیچیده‌تر شده است.  

مطالعات ژنتیکی نشان می‌دهد که رشد عروق لنفاوی در مهره‌داران توسط فاکتور رشد VEGF-C تنظیم می‌شود که در انسان و سایر پستانداران نیز نقش مشابهی دارد.  

### مقایسه سیستم لنفاوی در جانوران
پستانداران پیشرفته‌ترین سیستم لنفاوی را دارند، در حالی که ماهی‌ها و دوزیستان سیستم ساده‌تری دارند. این تفاوت‌ها با نیازهای متابولیک و محیطی هر گروه مرتبط است.  

اندازه نسبی طحال در گونه‌های مختلف متفاوت است. برای مثال، در موش‌ها طحال حدود ۰٫۵٪ وزن بدن است، در حالی که در سگ‌ها این مقدار به ۰٫۲٪ کاهش می‌یابد.  

### تحقیقات جدید در لنف جانوران
مطالعات اخیر روی سیستم لنفاوی موش‌ها به درک بهتر بیماری‌های لنفاوی انسان کمک کرده است. موش‌های تراریخته مدل‌های مهمی برای تحقیقات لنفاوی هستند.  

تحقیقات روی کوسه‌ها نشان داده که سیستم ایمنی آن‌ها می‌تواند آنتی‌بادی‌های خاصی تولید کند که برای توسعه داروهای جدید امیدوارکننده است.  

## گره‌های لنفاوی
گره‌های لنفاوی ساختارهای کوچک لوبیایی شکل هستند که مانند زنجیره‌ای در مسیر عروق لنفاوی قرار گرفته‌اند. اندازه آنها از چند میلی‌متر تا ۲ سانتی‌متر متغیر است و در سراسر بدن پراکنده شده‌اند.
هر گره لنفاوی مانند یک فیلتر بسیار پیشرفته عمل می‌کند که می‌تواند ذرات خارجی، باکتری‌ها و حتی سلول‌های سرطانی را به دام بیندازد. این ساختارهای کوچک روزانه حدود ۲-۳ لیتر مایع لنف را پردازش می‌کنند.

### ساختار میکروسکوپی
در زیر میکروسکوپ، گره لنفاوی ساختار پیچیده‌ای دارد که شامل مناطق تخصصی‌شده مختلف است. منطقه قشری حاوی فولیکول‌های لنفاوی است که محل تجمع لنفوسیت‌های B می‌باشد.
منطقه پاراکورتیکال عمدتاً حاوی لنفوسیت‌های T است، در حالی که منطقه مدولاری حاوی ماکروفاژها و سلول‌های پلاسما می‌باشد. این تقسیم‌بندی دقیق به پاسخ ایمنی بسیار سازمان‌یافته کمک می‌کند.

### گردش لنف در گره‌های لنفاوی
مایع لنف از طریق عروق وابران وارد گره لنفاوی می‌شود و از طریق عروق وابران آن را ترک می‌کند. این مسیر به گره لنفاوی فرصت می‌دهد تا مایع را کاملاً فیلتر کند.
درون گره لنفاوی، مایع لنف از شبکه‌ای از کانال‌های سینوسی عبور می‌کند که با سلول‌های ایمنی پوشیده شده‌اند. این طراحی باعث می‌شود هر ذره خارجی شانس زیادی برای برخورد با سلول‌های ایمنی داشته باشد.

### سلول‌های ایمنی در گره لنفاوی
گره‌های لنفاوی محل تجمع انواع سلول‌های ایمنی از جمله لنفوسیت‌های B و T، ماکروفاژها و سلول‌های دندریتیک هستند. این سلول‌ها به طور مداوم در حال پایش مایع لنف هستند.
زمانی که یک آنتی‌ژن شناسایی می‌شود، سلول‌های دندریتیک آن را به لنفوسیت‌های T ارائه می‌دهند و این آغاز یک پاسخ ایمنی قوی است. این فرآیند می‌تواند در عرض چند ساعت منجر به تکثیر گسترده سلول‌های ایمنی خاص شود.

### مبارزه با عفونت
هنگامی که عفونتی در بدن رخ می‌دهد، گره‌های لنفاوی نزدیک به محل عفونت متورم و دردناک می‌شوند. این نشانه‌ای از فعالیت شدید سیستم ایمنی در آن ناحیه است.
در طول عفونت، گره‌های لنفاوی ممکن است تا ۵-۱۰ برابر اندازه طبیعی خود بزرگ شوند. این بزرگ شدن به دلیل تکثیر سریع لنفوسیت‌ها و افزایش جریان خون به گره است.

### مقابله با سرطان
گره‌های لنفاوی نقش مهمی در پیشرفت سرطان بازی می‌کنند. سلول‌های سرطانی می‌توانند از طریق سیستم لنفاوی گسترش یابند و اولین جایی که مستقر می‌شوند معمولاً گره‌های لنفاوی منطقه‌ای هستند.
پزشکان اغلب گره لنفاوی نگهبان را بررسی می‌کنند تا بفهمند آیا سرطان گسترش یافته است یا خیر. این گره اولین گره لنفاوی است که مایع لنف از تومور به آن می‌ریزد.

### مکان‌های استراتژیک گره‌های لنفاوی
برخی از مهم‌ترین خوشه‌های گره لنفاوی در گردن، زیر بغل، کشاله ران، داخل قفسه سینه و شکم قرار دارند. هر گروه مسئول فیلتر کردن لنف از مناطق خاصی از بدن است.
به عنوان مثال، گره‌های لنفاوی گردنی مسئول فیلتر کردن لنف از سر و گردن هستند، در حالی که گره‌های زیر بغل لنف از بازوها و سینه را فیلتر می‌کنند. این توزیع استراتژیک به محدود کردن عفونت‌ها کمک می‌کند.

### بیماری‌های گره‌های لنفاوی
لنفادنوپاتی به معنای بزرگ شدن گره‌های لنفاوی است که می‌تواند ناشی از عفونت، التهاب یا سرطان باشد. در برخی موارد، گره‌های لنفاوی ممکن است چرکی شده و نیاز به تخلیه داشته باشند.
لنفوم نوعی سرطان است که مستقیماً از گره‌های لنفاوی منشأ می‌گیرد. این بیماری می‌تواند باعث بزرگ شدن بدون درد گره‌های لنفاوی در چندین ناحیه بدن شود.

### تصویربرداری
سونوگرافی روشی ساده و غیرتهاجمی برای بررسی گره‌های لنفاوی است. این روش می‌تواند اندازه، شکل و ساختار داخلی گره را نشان دهد.
PET-CT اسکن می‌تواند فعالیت متابولیک گره‌های لنفاوی را نشان دهد و به تشخیص گسترش سرطان کمک کند. در این روش از گلوکز رادیواکتیو استفاده می‌شود که در مناطق با فعالیت بالا تجمع می‌یابد.

### سیستم ایمنی تطبیقی
گره‌های لنفاوی محل اصلی where پاسخ ایمنی تطبیقی آغاز می‌شود. در اینجا است که لنفوسیت‌های B آنتی‌ژن‌های خاص را شناسایی و شروع به تولید آنتی‌بادی می‌کنند.
این فرآیند شامل تشکیل مراکز ژرمینال در فولیکول‌های لنفاوی است که در آن لنفوسیت‌های B تکامل یافته و آنتی‌بادی‌های با کیفیت بالا تولید می‌کنند. این مراکز شبیه به "کارخانه‌های آنتی‌بادی" هستند.

### دانستنی
بدن انسان حدود ۶۰۰ تا ۷۰۰ گره لنفاوی دارد که بیشتر آنها به صورت خوشه‌ای قرار گرفته‌اند.
گره‌های لنفاوی روده‌ای (Peyer's patches) می‌توانند تا ۷۰ درصد از سلول‌های ایمنی بدن را در خود جای دهند.
در طول یک عفونت شدید، گره لنفاوی می‌تواند روزانه میلیون‌ها لنفوسیت جدید تولید کند.
برخی گره‌های لنفاوی عمقی در بدن می‌توانند تا ۵ سانتی‌متر بزرگ شوند بدون اینکه هیچ علامتی ایجاد کنند.
گره‌های لنفاوی دارای عروق خونی اختصاصی به نام عروق high endothelial venules هستند که به لنفوسیت‌ها اجازه ورود به گره را می‌دهند.

## نگارخانه

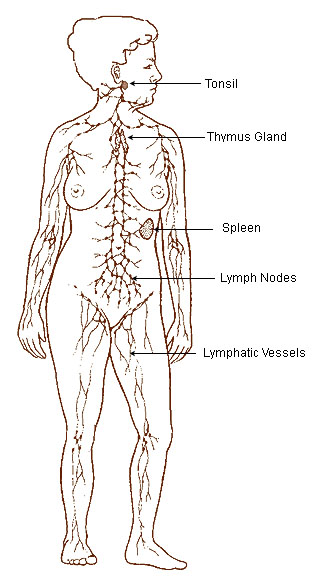
دستگاه لنفاوی
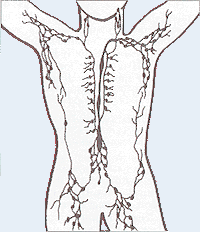
دستگاه لنفاوی در انسان